# Carlos, Thân vương xứ Asturias
Carlos của Áo, Thân vương xứ Asturias, còn gọi là Don Carlos (8 tháng 7 năm 1545 - 24 tháng 7 năm 1568), là con trai cả và là người kế vị của vua Felipe II của Tây Ban Nha. Mẹ của ông là Maria Manuela con gái của João III của Bồ Đào Nha. Carlos có vấn đề về thần kinh và bị cha cầm tù vào đầu năm 1568, ông chết sau nửa năm bị biệt giam. Số phận nghiệt ngã của ông là một chủ đề nổi tiếng trong Black Legend của Tây Ban Nha, và lấy cảm hứng từ một vở kịch của Friedrich Schiller và một vở opera của Giuseppe Verdi.